# Якопо ди Мино дел Пеличайо
Якопо ди Мино дел Пеличайо (на италиански: Jacopo di Mino del Pelliciaio; * 1315/1319, Сиена, Сиенска република, † пр. 1396) е италиански художник от Сиенската школа, документиран от 1342 до 1389 г. и работил в Пиза, района на Сиена, Перуджа и околности.

## Биография
Няма много биографични данни за този художник. Роден е около 1315-1319 г. в Сиена. През 1344 г. се жени за известната си Катерина ди Чеко ди Тура, а през 1366 г., повторно – за Маргарита д'Анджело ди Тучо, от която има общо четири деца. Много документи многократно го цитират сред най-добрите сиенски художници на времето, а други свидетелстват, че той е призоваван да оценява работата на другите. Градската управа го вика три пъти в рамките на 20 години да председателства техния съвет. Датата и мястото на смъртта не са известни, но документ свидетелства, че през 1396 г. той вече е мъртъв.
Той прави не лоша административна кариера и на няколко пъти е избиран в Големия съвет на Сиена. Вследствие на това, животът на Якопо ди Мино е документиран относително добре, макар този факт да не гарантира запазването на неговото художествено наследство от превратностите, от забвение или от недоразумения.

## Творби
Якопо ди Мино е традиционен художник от Сиенската школа, чиито вкус се сформира от кръга на произведения на Симоне Мартини и Пиетро Лоренцети. 
Фреските, изписани от него за сградата на Сан Франческо в Санта Киара, са с оспорено авторство от известния италиански изследовател Роберто Лонги. През 1955 година, Лонги ги приписва на анонимен майстор – наречен „Майстор дели Ордини“. През 1972 година Лучано Белози доказва, че фреските принадлежат именно на Якопо ди Мино дел Пеличайо.
Якопо има художествено ателие, чрез което изпълнява множество поръчки не само в Сиена, но в Тоскана и Умбрия. Якопо работи в Сиена, Пиза, Сартеано, Сан Миниато, Чита дела Пиеве, Ашано, Монтепулчано и Тоди. Любопитен е фактът, че повечето поръчки са от францисканци.
В Сиена той украсява базиликата „Сан Франческо“ с фреската „Мадоната с Младенеца“.
Около 1340 г. работи в Сан Миниато в манастира Санта Киара, където изписва фрески, които са снети от стената и днес се пазят в Окръжния музей. Освен това за този манастир той създава голям кръст-разпятие, съхранен и до днешно време.
През 1342 – 43 г. той работи в Чита дела Пиеве, където в Оратория на Св. Бартоломей изписва голямата фреска „Разпятие“, известна като „Плачещи ангели“. В нея няма много лица както в „Разпятие“ на Пиетро Лоренцети, но на небето има два ангела повече.
През 1344 г. работи в Сартеано, където днес в църквата Сан Мартино може да се види неговият триптих „Мадоната с Йоан Кръстител и св. Вартоломей“ и „Мадоната с Младенеца“ (нар. „Мадона дел Корделино“).
През 1357 г. той отново работи в Чита дела Пиеве, където в църквата „Санта Мария дели Анджели“ изписва две фрески – „Благовещение“ и „Рождество“. В Ашано, в църквата „Сан Франческо“, Якопо изписва сцени от житието на Христос и от житията на светците.
От документите е известно, че в 1367 г. той си сътрудничи с Доменико ди Бартоло при работите му в Сиенската катедрала.

### Кавалетни произведения
Неговите кавалетни произведения не са многочислени, голяма част от тях се съхраняват в църквите. Сред тях следва да се отбележи голямото „Коронясване на Мария“ от Пинакотеката на град Монтепулчано. Якопо не отказва никаква работа и от документите е известно, че той украсява и живописва и таволети – дървени обложки за разходните книги на сиенската хазна.